# Nadja Uhl

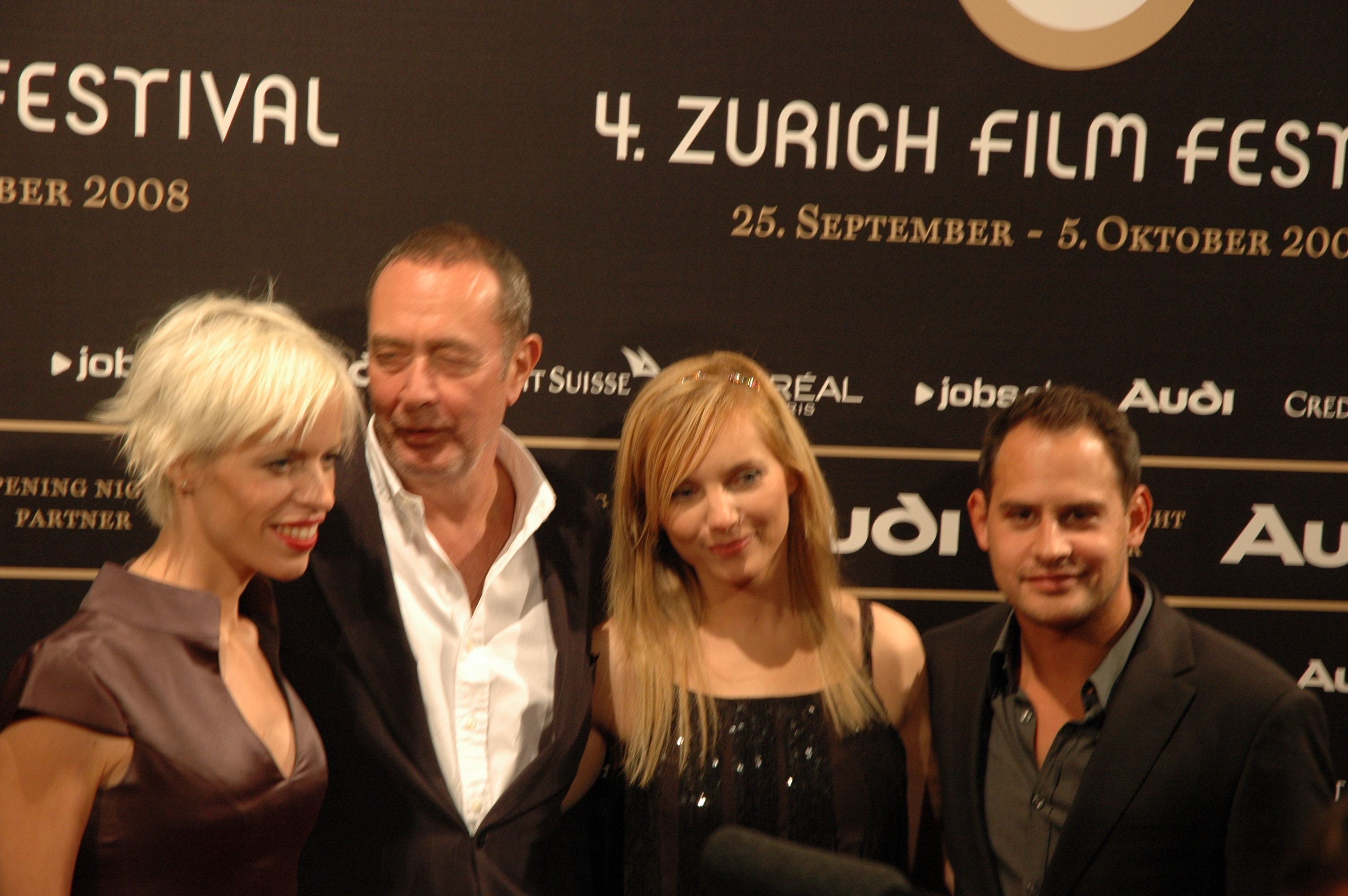
Nadja Uhl (la terza da sinistra), assieme a Moritz Bleibtreu e a Bernd Eichinger a Zurigo nel 2008 alla première del film La banda Baader Meinhof

(Nadja Uhl)
Nadja Uhl (Stralsund, 23 maggio 1972) è un'attrice tedesca, attiva in campo teatrale e - a partire dall'inizio degli anni novanta - anche cinematografico e televisivo.

## Biografia
Tra cinema e televisione, ha partecipato a circa una quarantina di produzioni. Tra i suoi ruoli più noti a livello internazionale, vi è quello di Tatjana nel film Il silenzio dopo lo sparo (Die Stille nach dem Schuss, 2000), ruolo che le ha valso l'Orso d'argento come miglior attrice al Festival del Cinema di Berlino. È apparsa anche in un film italiano, La volpe a tre zampe, diretto da Sandro Dionisio e tratto dall'omonimo romanzo di Francesco Costa.

## Vita privata
Ha due figlie, nate dal suo legame sentimentale con Kay Bockhold.

## Filmografia

### Cinema
- Der grüne Heinrich (1993)
- Verrat (2000)
- Il silenzio dopo lo sparo (Die Stille nach dem Schuss), regia di Volker Schlöndorff (2000)
- My Sweet Home (2001; ruolo: Anke)
- Cosa fare in caso di incendio? (Was tun, wenn's brennt?) (2001)
- Scherbentanz (2002)
- Twin Sisters (De tweeling, regia di Ben Sombogaart (2002)
- Lautlos, regia di Mennan Yapo (2004)
- La volpe a tre zampe (2005)
- Un'estate sul balcone (Sommer vorm Balkon, 2005), regia di Andreas Dresen (2005)
- Quattro minuti (Vier Minuten), regia di Chris Kraus (2006)
- Kirschblüten - Hanami (2008)
- La banda Baader Meinhof (Der Baader Meinhof Komplex), regia di Uli Edel (2008)
- So glücklich war ich noch nie (2009)
- Men In the City (Männerherzen), regia di Simon Verhoeven (2009)
- Dschungelkind (2011)
- Männerherzen... und die ganz ganz große Liebe (2011)
- La scuola degli animali magici (Die Schule der magischen Tiere), regia di Gregor Schnitzler (2021)

### Televisione
- Zerrissene Herzen (1996; ruolo: Britta)
- Polizeiruf 110 (serie TV, 1 episodio, 1996)
- Alarmcode 112 (serie TV, 1996)
- First Love - Die große Liebe (1997; ruolo: Wolke)
- Tatort (serie TV, 1 episodio, 1997)
- Mein ist die Rache (1997)
- Beichtstuhl der Begierde (1997)
- L'affare Herder (Mörderisches Erbe - Tausch mit einer Toten, film TV, 1998; ruolo: Helen Braddy)
- Blutiger Ernst (1998; ruolo: Marysa Heeren)
- Gefährliche Lust - Ein Mann in Versuchung (1998; ruolo: Sophie)
- Stan Becker - Auf eigene Faust (1998; ruolo: Laura Basenius)
- Ufos über Waterlow (1998)
- No Sex (1999; ruolo: Isabell Jacobi)
- Schnee in der Neujahrsnacht (1999)
- Verhängnisvolles Glück (2000; ruolo: Gloria)
- Das Wunder von Lengede (2003; ruolo: Helga Wolbert)
- Mord am Meer (2005; ruolo: Paula Reinhardt)
- Dornröschen erwacht (2006; ruolo: Juliane Meybach)
- Die Sturmflut (film TV, 2006; ruolo: Katja Döbbelin)
- Nicht alle waren Mörder (2006; ruolo: Anna Degen)
- Mogadischu (2008)
- Der Tote im Spreewald (2009; ruolo: Tanja Bartko)
- Die Toten vom Schwarzwald (2010; ruolo: Inka Frank)
- Linea di separazione (2015)

## Premi & riconoscimenti[2][4]
- 2000: Orso d'argento come miglior attrice al Festival del Cinema di Berlino per il ruolo di Tatjana ne Il silenzio dopo lo sparo
- 2004: Premio Bambi come miglior attrice protagonista per il ruolo di Helga Wolbert in Das Wunder von Lengede
- 2006: Nomination al Deutscher Filmpreis come migliore attrice protagonista per il ruolo di Nicole Pawelsky in Un'estate sul balcone (Sommer vorm Balkon)
- 2007: Premio DIVA come attrice dell'anno
- 2007: Premio Grimme per il ruolo di Anna Degen in Nicht alle waren Mörder

## Doppiatrici italiane
- Nel film TV Die Sturmflut, Nadja Uhl è doppiata da Sabrina Duranti[5]
- Nel film La banda Baader Meinhof, Nadja Uhl è doppiata da Francesca Fiorentini[6][7]